# 克略薩利亞約克山
13°45′15″S 70°41′44″W / 13.75417°S 70.69556°W
克略薩利亞約克山（Quello Sallayoc），是秘魯的山峰，位於該國南部普諾大區的卡拉瓦亞省，屬於安第斯山脈的一部分，處於柳斯卡里蒂山、霍里平泰山和塔魯卡薩亞納山東南面、里蒂瓦西山以西、亞納薩利亞約克山和柳斯卡里蒂山西北面，海拔高度約5,000米。